# Anastasija Krawczenko
Anastasija Ołehiwna Krawczenko (ukr. Анастасія Олегівна Кравченко; ur. 21 listopada 1996) – ukraińska zapaśniczka walcząca w stylu wolnym. Piąta w Pucharze Świata w 2019 roku.